# Lobophora inequaliata
Lobophora inequaliata är en fjärilsart som beskrevs av Alpheus Spring Packard 1876. Lobophora inequaliata ingår i släktet Lobophora och familjen mätare. Inga underarter finns listade i Catalogue of Life.